# وزارة أحمد زيور باشا الثانية
وزارة أحمد زيور باشا الثانية هي الوزارة الرابعة والثلاثون في مصر، صدر المرسوم الملكي بتشكيلها في 13 مارس 1925.

## أعضاء الحكومة
| الوزارة               | الوزير                                              | تعديل مايو 1925     | تعديل 5 سبتمبر 1925                                 | تعديلات 12 سبتمبر 1925                              | تعديلات 30 نوفمبر 1925                                               |
| --------------------- | --------------------------------------------------- | ------------------- | --------------------------------------------------- | --------------------------------------------------- | -------------------------------------------------------------------- |
| رئيس مجلس الوزراء     | أحمد زيور باشا                                      |                     |                                                     |                                                     |                                                                      |
| وزير الخارجية         | أحمد زيور باشا (إلى جانب منصبه رئيسًا لمجلس الوزراء) |                     |                                                     |                                                     |                                                                      |
| وزير الداخلية         | إسماعيل صدقي باشا                                   |                     |                                                     | محمد حلمي عيسى باشا                                 | أحمد زيور باشا (إلى جانب منصبيه رئيسًا لمجلس الوزراء ووزيرًا للخارجية) |
| وزير الحقانية         | عبد العزيز فهمي بك                                  |                     | علي ماهر بك (إلى جانب منصبه وزيرًا للمعارف العمومية) | أحمد ذو الفقار باشا                                 |                                                                      |
| وزير المالية          | يحيى إبراهيم باشا                                   |                     |                                                     |                                                     |                                                                      |
| وزير الأشغال العمومية | إسماعيل سري باشا                                    |                     |                                                     |                                                     |                                                                      |
| وزير الحربية والبحرية | موسى فؤاد باشا                                      |                     |                                                     |                                                     |                                                                      |
| وزير المعارف العمومية | علي ماهر بك                                         |                     |                                                     |                                                     |                                                                      |
| وزير الأوقاف          | محمد علي علوبة بك                                   |                     |                                                     | محمد توفيق رفعت باشا (بصفة مؤقتة)                   | محمد توفيق رفعت باشا (بصفة فعلية)                                    |
| وزير الزراعة          | توفيق دوس بك                                        |                     |                                                     |                                                     |                                                                      |
| وزير المواصلات        | يوسف قطاوي باشا                                     | محمد حلمي عيسى باشا |                                                     | محمد توفيق رفعت باشا (إلى جانب منصبه وزيرًا للأوقاف) | محمد حلمي عيسى باشا                                                  |

## تعديلات
- في مايو 1925 أسندت وزارة المواصلات إلى محمد حلمي عيسى باشا.[5]
- في 5 سبتمبر 1925 أسندت وزارة الحقانية إلى علي ماهر باشا.[3]
- في 12 سبتمبر 1925 أسندت وزارة الداخلية إلى محمد حلمي عيسى باشا وأسندت وزارة المواصلات بجانب وزارة الأوقاف مؤقتاً إلى محمد توفيق رفعت باشا بعد استقالة محمد علي بك.[2][4][5]
- في 12 سبتمبر 1925 أسندت وزارة الحقانية إلى أحمد ذو الفقار باشا.[3]
- في 30 نوفمبر 1925 تولى رئيس الوزراء أحمد زيور باشا وزارة الداخلية بنفسه وأسندت وزارة الأوقاف فعلياً إلى محمد توفيق رفعت باشا حتى 7 مايو 1926 وأسندت وزارة المواصلات إلى محمد حلمي عيسى باشا مرة أخرى.[2][4][5]

## وصلات داخلية
- قائمة رؤساء مجلس وزراء مصر